# فيرخنيي تاتيشلي
فيركنيي تاتيشلي (بالروسية: Верхние Татышлы) هي مدينة في جمهورية باشكورتوستان في روسيا. ويبلغ عدد سكانها حوالي 6248 نسمة.